# Kahla (Plessa)

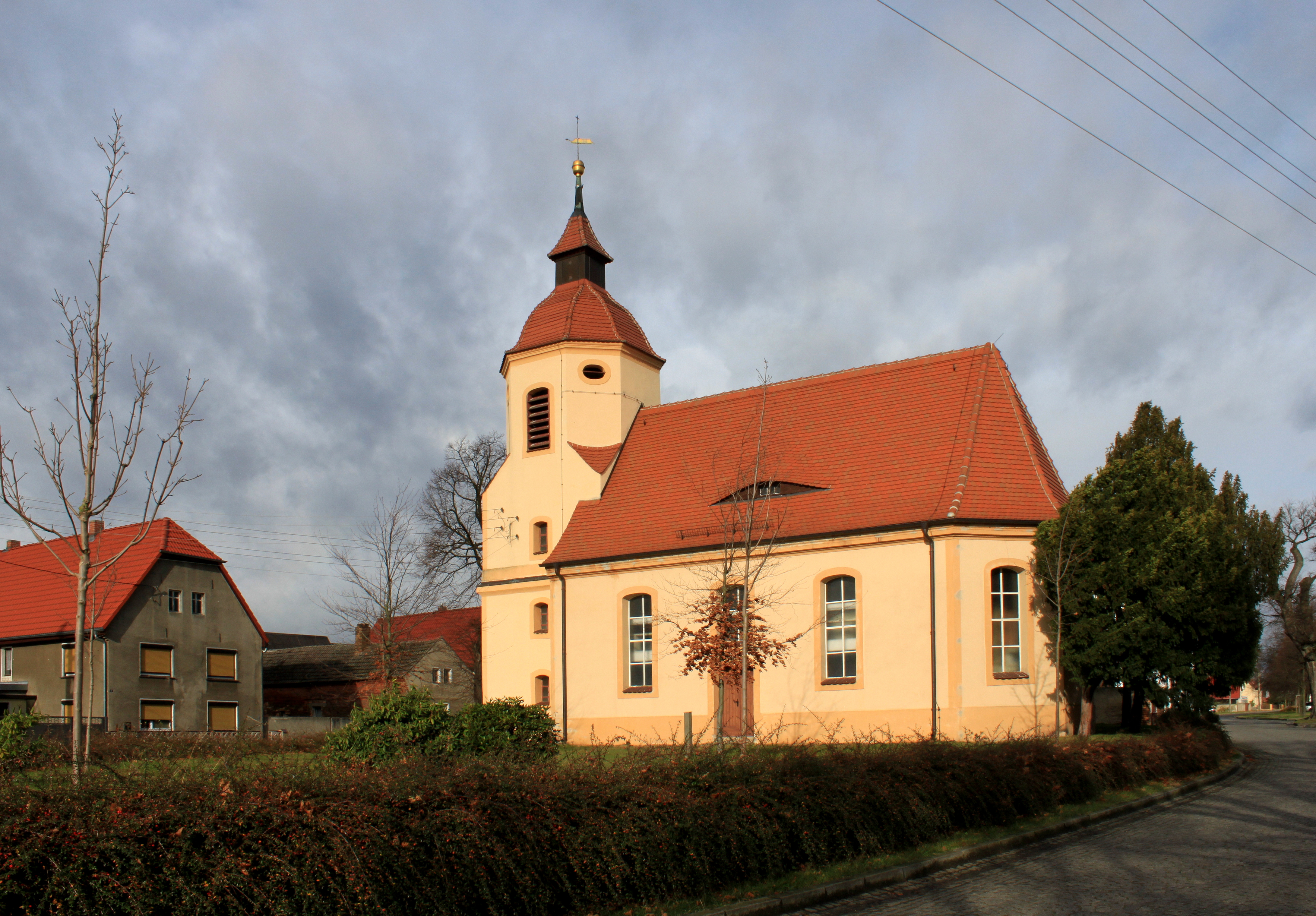
Dorfkirche Kahla

Kahla (sorbisch Kałow) ist ein Ortsteil der Gemeinde Plessa im Landkreis Elbe-Elster im Land Brandenburg und liegt drei Kilometer östlich der Stadt Elsterwerda rechtsseitig der Schwarzen Elster im Naturpark Niederlausitzer Heidelandschaft.
Kahla gehörte bis zur Kreisgebietsreform in Brandenburg im Jahr 1993 zum Landkreis Bad Liebenwerda und besitzt derzeit 302 Einwohner. Der Ort liegt beidseitig der Bundesstraße 169. Kahla (Oberlausitz) liegt an der Bahnstrecke Węgliniec–Roßlau.

## Geschichte

Kahla (1910)

Kahla wurde erstmals 1406 mit dem Namen „Kauwel“ urkundlich genannt. Der Ortsname ist von dem Beruf des Schmiedes (sorbisch „kowal“) abgeleitet. Der Ort gehörte ursprünglich wie Kraupa, Krauschütz, Biehla, Kotschka, Plessa und Dreska zur Herrschaft Elsterwerda. Die ursprünglich sorbische Bevölkerung von Kahla betrieb vorwiegend Ackerbau und Viehzucht. 1762 schrieb der in Elsterwerda von 1755 bis 1763 wirkende Pfarrer Ertel über die Menschen der Umgebung: Wie ich nun schon gar oft befunden reden hiesige Dorfleute allesamt Wendisch [Sorbisch]. Darum verkündete er ihnen Gottes-Wort bisweilen in der wendischen Sprache.
1835 hatte Kahla 29 Wohnhäuser, 185 Einwohner, 34 Pferde, 375 Rinder, 176 Schafe, 3 Ziegen und 87 Schweine. 1852 wurde ein Schulhaus erbaut, welches heute noch existiert. 1874 erfolgte der Bau der Oberlausitzer Eisenbahn von Kohlfurt über Biehla bis Falkenberg. In dieser Zeit entstand nördlich der Bahnlinie eine Wohnsiedlung für die Bergarbeiter, die im Braunkohlebergbau arbeiteten.
Sorbisch wurde bis in die letzten Jahrzehnte des 19. Jahrhunderts im Bereich der ehemaligen Herrschaft Elsterwerda gesprochen, wie Aufzeichnungen des niedersorbischen Sprachforschers Mjertyn Moń (1848–1905) aus dem Jahr 1885 belegen. Wenn dieser den Zug in Plessa verließ und eine Fußwanderung nach Kahla und Dreska unternahm, hatte er oft Gelegenheit, die sorbische Sprache zu verwenden.
Kahla wurde am 1. April 1974 mit der Nachbargemeinde Döllingen zur neuen Gemeinde Döllingen-Kahla zusammengeschlossen. Am 1. Februar 1990 wurden beide Orte wieder getrennt.
Kahla wurde am 31. Dezember 2001 in die Gemeinde Plessa eingegliedert. Das Sturmtief Kyrill verursachte im Januar 2007 schwere Schäden im Ort. Mehrere Scheunen fielen einen durch den Ort ziehenden Tornado zum Opfer. Fast jedes zweite Haus war betroffen, so dass der Landrat des Kreises Elbe-Elster zu Spenden aufrief.

## Kultur und Sehenswürdigkeiten

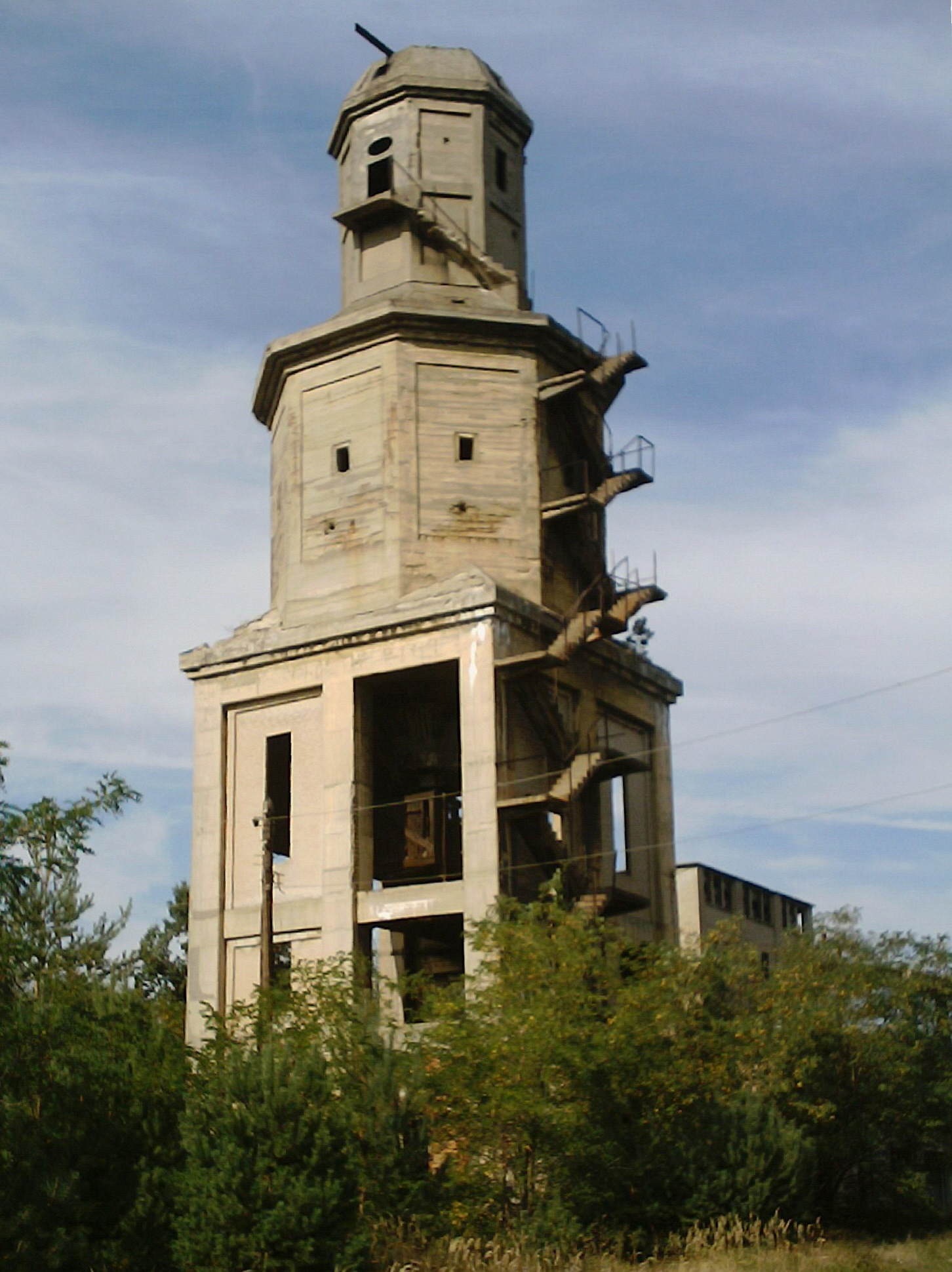
Eine der ältesten Investruinen Deutschlands, der Berzit-Turm in Kahla

### Bauwerke
Wahrzeichen Kahlas ist der im Elstertal weithin sichtbare 35 Meter hohe Bertzit-Turm, eine Investruine der Braunkohleveredlung aus dem Jahre 1920. Geplant war eine Tieftemperaturverkohlung der Braunkohle aus der nahen Grube Ada. Es handelt sich um einen Stahlskelettbau. Die Treppe ist aufgrund baulicher Mängel gesperrt und sollte daher nicht bestiegen werden. Sie ist Teil einer vorgesehenen Fabrikanlage, in der das Bertzitverfahren zur Kohletrocknung angewendet werden sollte.
Zum neu gestalteten Ortskern gehören der Dorfanger mit seiner Spätbarockkirche und das ehemalige Schulgebäude.

### Regelmäßige Veranstaltungen
- Zum Tag der Deutschen Einheit findet seit 1995 alljährlich in Kahla ein Fackel- und Lampionumzug statt.[8]

### Naturschutzgebiete
Etwa einen Kilometer nordwestlich der Ortslage erstreckt sich das 21 ha große Naturschutzgebiet Kleine Wiesen. Es beinhaltet unter anderem einen in dieser Ausprägung selten gewordenen Feuchtwiesenkomplex mit Quellbereichen und Orchideenvorkommen.